# 자치사무
자치사무(自治事務)는 지방자치단체의 존립 목적에 속하는 본래의 사무로 그 지방주민의 복리에 관한 사무를 포괄적으로 처리하는 기능을 가리킨다. 고유사무라고도 한다. 이러한 사무는 지방자치단체가 자기의 의사와 책임 및 부담하에서 자주적으로 처리한다는 의미를 갖는다. 자치사무는 당해 자치단체가 그 시행 여부를 자율적으로 결정할 수 있다.

## 같이 보기
- 지방자치단체